# Новосибірськ-Головний
Новосибірськ-Головний — вузлова залізнична станція Новосибірського регіону Західно-Сибірської залізниці, що знаходиться в Залізничному районі міста Новосибірська. Тут же розташовується головний залізничний вокзал міста.

## Історія
Будівництво залізничної станції Об на правому березі Обі, на початку Средньосибірської дільниці Сибірської залізниці, розпочалося у травні 1893 року. 1 грудня 1894 року було відкрито рух поїздів у бік станції Болотна.
Станція була відкрита в 1896 році і була крайньою західною стиковою станцією Средньосибірської залізниці, що починалася з правого берега Обі, з тодішньої Західносибірською залізницею (Челябінськ—Лівий берег Обі). Станція була заснована за 8 верст (близько 9 км) від станції Кривощеково, при станції були побудовані паровозне депо, складальна, вагонна, ковально-ливарна, слюсарно-токарна майстерні. На станції працювало близько 450 робітників, біля вокзалу станції були побудовані церква Святого пророка Даниїла, двокласне училище для навчання дітей залізничників, залізнична лікарня.
Від станції була прокладена залізнична лінія до пристані на річці Обі, для подальшого перевезення залізничним транспортом вантажів доставляються водним шляхом, в першу чергу сільськогосподарська та металургійна продукція з Алтайського гірського округу.
Станція була побудована неподалік від невеликого селища Гусєвка (імовірно, Кривощоковський виселок) Кривощоковської волості Томського повіту, в якому до початку його будівництва було 24 дворів та проживало 104 осіб. До 1893 році з початком будівництва дільниці Об — Красноярськ Середньосибірської залізниці у це селище починають з'їжджатися мешканці Тобольської, Томської, Єнісейської губерній, а також осідати переселенці з європейської частини Росії. До початку XX століття населення селища, що стихійно розрослося, вже склало 15 000 осіб, через що, Кабінетом Його Імператорської Величності було проведено відведення земель біля гирла річки Кам'янка площею в 1600 десятин, а селище перейменовано на Ново-Ніколаєвськ.
В 1897 році добудовується і відкривається залізничний міст через Об, і станція з'єднується із загальною залізничною мережею країни.
В 1898 році відкрито рух до станції Іркутськ. У цьому ж році на схід тільки зернових продуктів було відправлено зі станції близько 23 000 тонн, загальна потужність станції орієнтовно становила близько 5 мільйонів пудів відправляних вантажів. Біля станції виникає великий лікарсько-живильний переселенський пункт переселенського управління, в якому надається допомога переселенцям, що прямували, зокрема, до Алтайського гірського округу і Томського повіту.
Вантажообіг станції зростав швидкими темпами: з 1,8 мільйона пудів в 1897 році він збільшився до 1907 року до 11,2 мільйона пудів. Станцію Об в 1909 році перейменували на Новониколаєвськ I-Пасажирський, в 1924 році — на Новониколаєвськ-Пасажирський, а в 1926 році — на Новосибірськ-Пасажирський, через перейменування міста. При цьому розташовану на лівому березі Обі станцію Толмачево Західносибірської залізниці в 1934 році перейменували на станцію Об.
Станція електрифікована в 1952 році постійним струмом 3 кіловольти.

## Залізничний вокзал

### Перші будівлі

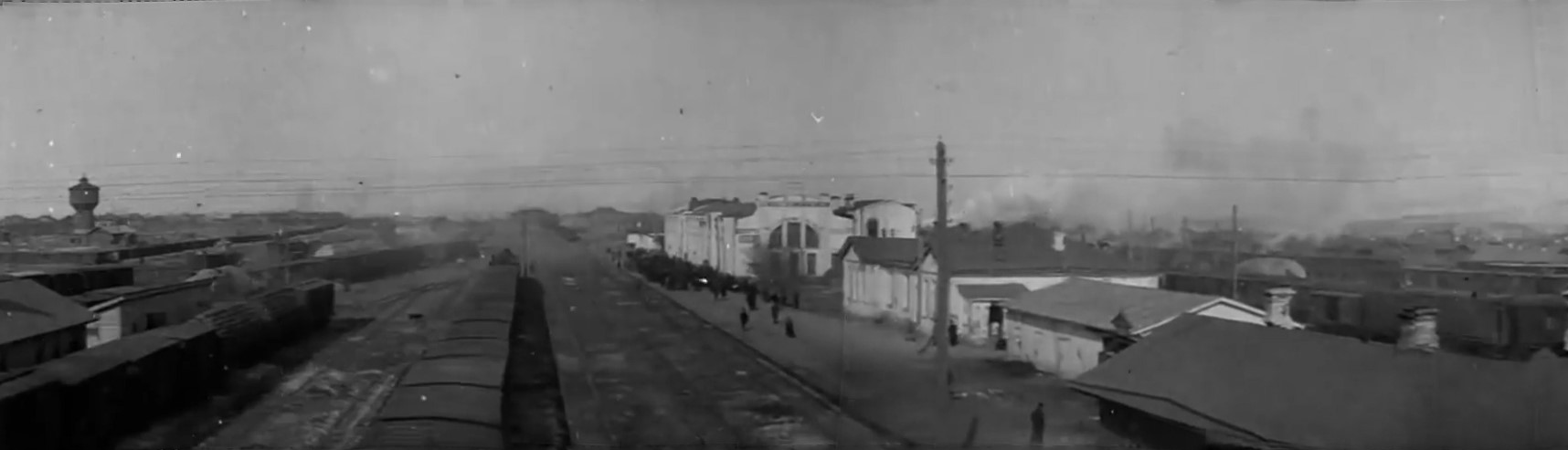
Станція Новоніколаєвськ в 1919 році

Будівля вокзалу побудувана по V класу з двома станційними коліями. В 1897 році був збудований дерев'яний вокзал III класу із залами очікування, поштою і буфетом, в 1906 році до нього додали кам'яну двоповерхову прибудову, в 1914 році — ще одну.

### Сучасна будівля
55°02′08″ пн. ш. 82°53′46″ сх. д. / 55.03556° пн. ш. 82.89611° сх. д.

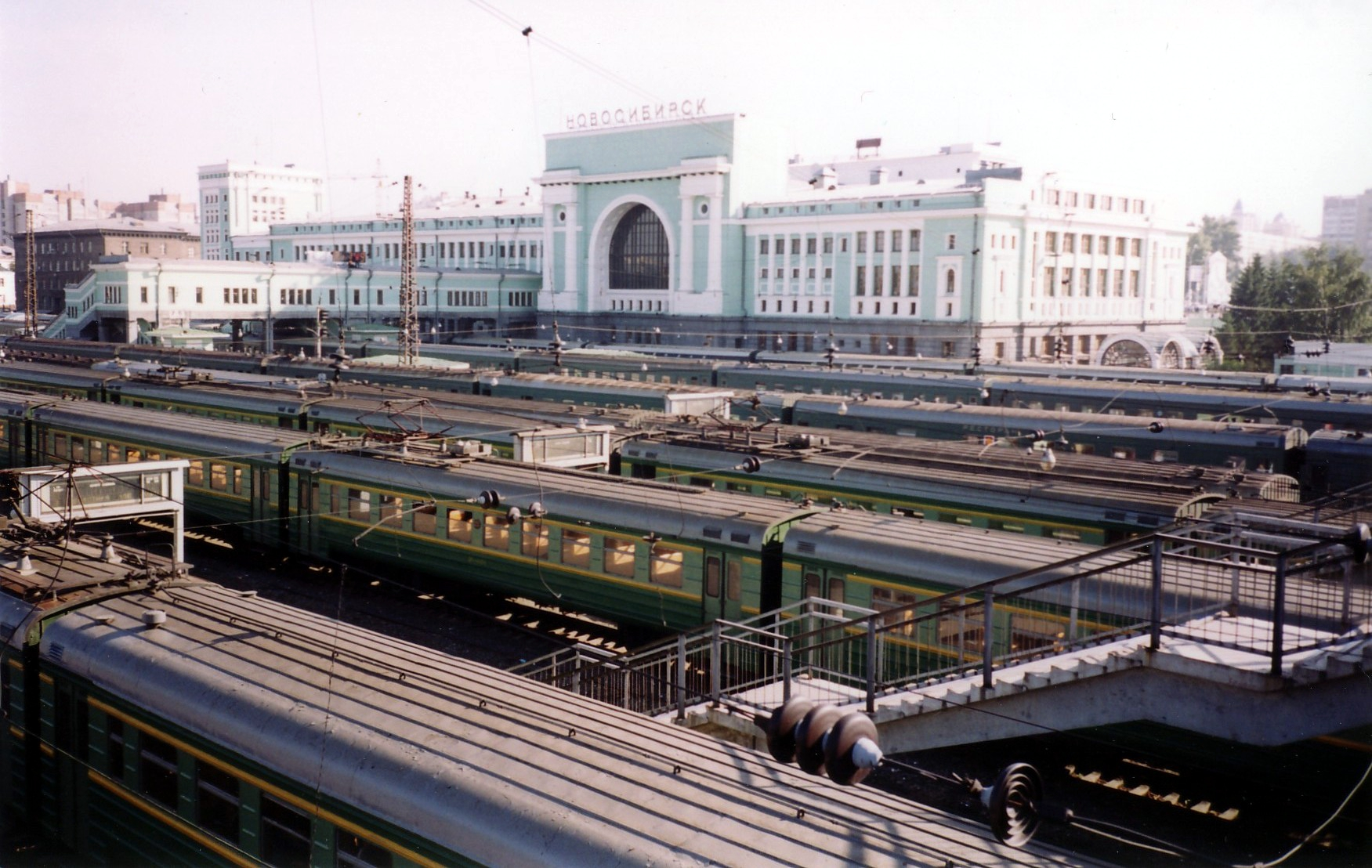
Пасажирський парк і вокзал станції.

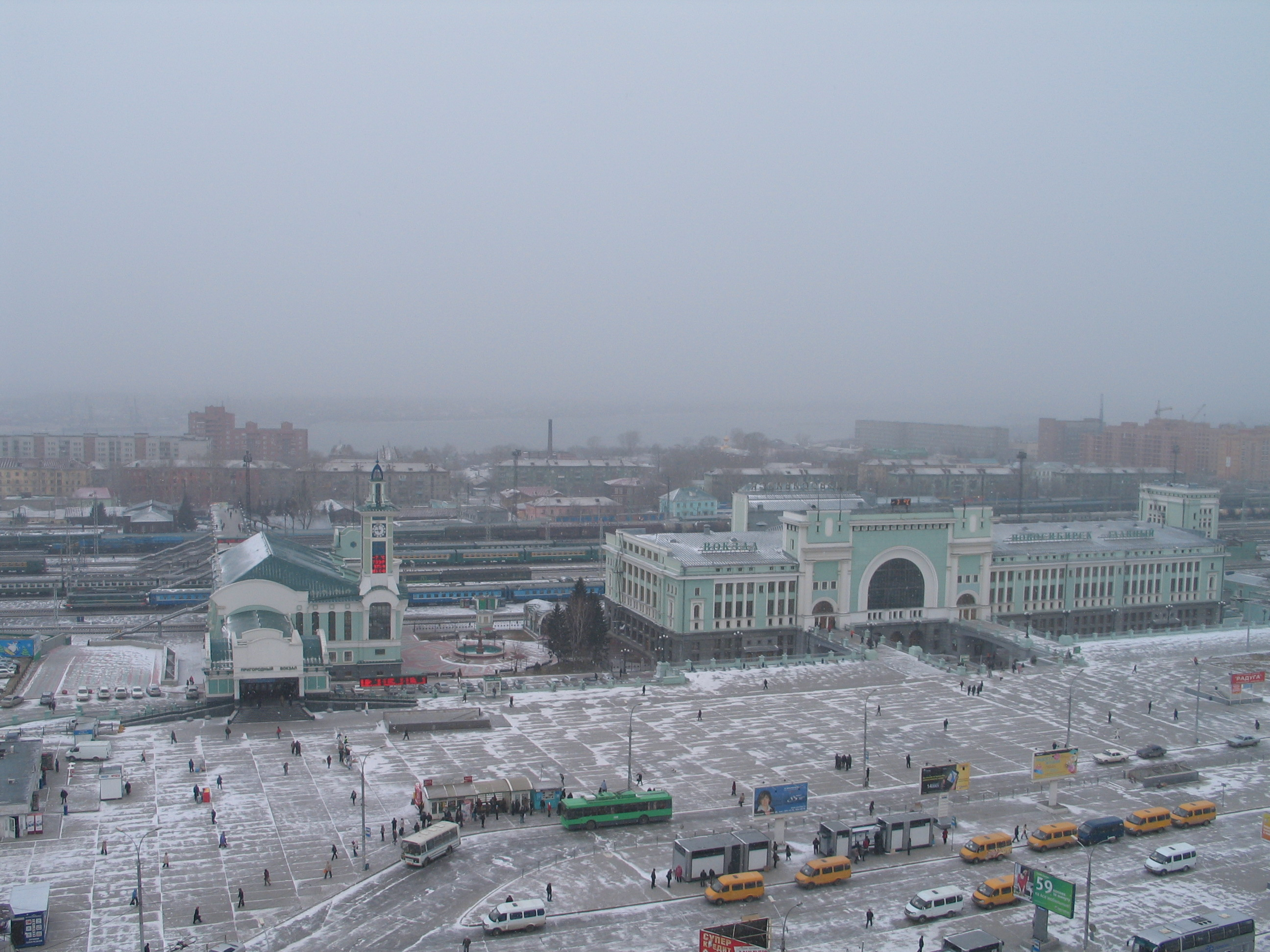
Площа Гаріна-Михайловського, вокзал, вокзал, приміський павільйон, парк станції. На дальньому плані за житловими будинками видно річка Об.

В 1929 році Московське архітектурне товариство за дорученням управління Омської залізниці оголосило конкурс проєктів залізничного вокзалу на станції Новосибірськ-Головний. Першу премію здобув проєкт Н. Г. Волошинова. Архітектура будівлі передбачалася лаконічною, у стилістиці конструктивізму. В об'ємно-просторовому рішенні вокзалу можна вгадати образ паровоза що мчить на схід. Арочково-склепінчасте перекриття вокзалу передбачалося продовжити над коліями станції у вигляді розподільного залу, в якому мали розміститися зал чекання з рестораном, зі сходами до перону.
У липні 1930 року міська планувальна комісія внесла до проєкту низку змін. Подальша розробка проєкту була доручена київському відділенню Гіпротранса. По робочому проєкту з Києва в 1931 році були закладені фундаменти вокзалу. Проте тепер архітектурний вигляд вокзалу викликає сумнів у керівництва тресту «Сибстройпуть». Проєкт перероблявся ще кілька разів, спочатку Б. А. Гордєєв, потім Г. Б. Бархін і А. 3. Гринбергом; по їх схемі в Сибірському відділенні «Стандартгорпроекта» було складено остаточний проєкт. Унікальну аркову конструкцію центрального залу розробив інженер Микола Нікітін.
Після директивної зміни «стилістичної спрямованості радянської архітектури» в Новосибірську провели конкурс на зовнішню архітектуру фасадів вокзалу. У підсумковому проєкті центральна частина вокзалу має композицію тріумфальної арки, обрамлена пілястрами тосканського ордеру і увінчаною великим аттиком, що приховує ззовні залізобетонну параболу склепіння головного касового залу.
Вокзал було прийнято Державною комісією в експлуатацію 25 січня 1939 року.
В 1999 році було завершено капітальний ремонт будівлі за проєктом інституту «Сибжелдорпроект». Оновлено фасади, для облицювання стін і підлоги були використані природні матеріали — граніт і мармур.
В 2006 році на південь від головної будівлі вокзалу побудовано приміський павільйон з годинниковою вежею. У нього можна потрапити з привокзальної площі, з вулиці Шамшуріна і з метро. Критий пішохідний міст-конкорс сполучає Вокзальну будівлю з пасажирськими платформами. На верхньому рівні вокзалу з боку міста, на висоті близько семи метрів, знаходяться два невеликих містка, що сполучають будівлю з привокзальної площею. Між цими містками знаходяться сходи, якими можна спуститися до нижнього рівня вокзалу.
В 2011 році на приміському вокзалі введено в дію турнікети для проходу поїздів приміського вокзалу. Для переходу на Володимирівську вулицю через залізницю побудовано спеціальний обхідний міст завширшки 9,5 м, також є спуски до платформ. На мосту встановлено турнікетний павільйон, до якого примикає вужчий додатковий пішохідний міст, що прямує з вулиці Шамшуріна.
Вокзал станції Новосибірськ-Головний має площу близько 30 тис. м² і може вміщати одночасно до 3,9 тис. пасажирів.
Багажне відділення розташоване в цоколі під привокзальною площею навпроти фасаду вокзальної будівлі.